# Chaetodontoplus vanderloosi
Chaetodontoplus vanderloosi är en fiskart som beskrevs av Allen och Steene 2004. Chaetodontoplus vanderloosi ingår i släktet Chaetodontoplus och familjen Pomacanthidae. IUCN kategoriserar arten globalt som starkt hotad. Inga underarter finns listade i Catalogue of Life.